# Neocrex erythrops
Neocrex erythrops là một loài chim trong họ Rallidae.